# Пароцирконієва реакція
Пароцирко́нієва реа́кція — екзотермічна хімічна реакція між цирконієм і водяною парою, яка проходить при високих температурах. Зокрема, реакція може відбуватися в активній зоні ядерного реактора з водяним теплоносієм і/або сповільнювачем при її перегріванні в умовах контакту цирконієвих конструкційних елементів з водою. 
Сплави цирконію є найбільш поширеним конструкційним матеріалом тепловидільних збірок, у вигляді яких використовується ядерне паливо в реакторах. У разі тяжкої аварії з порушенням відведення тепла паливо може розігрітися до великих температур за рахунок залишкового тепловиділення зупиненого реактора. В активній зоні навіть некиплячих реакторів при цьому утворюється пара, яка по досягненні 861 °C вступає в реакцію з цирконієм. У результаті утворюється водень в кількості близько 0,491 літр на грам цирконію, що прореагував, і виділяється велика кількість тепла — 6530 кДж/кг.

## Хід реакції
Реакція проходить відповідно до рівняння:
Zr + 2H2O = ZrO2 + 2H2 + Q,
де Q — теплота, що виділяється (6530 кДж/кг)
Реакція починається приблизно при 861 °C, а при 1200 °C починає розвиватися дуже швидко (оскільки теплота, що виділяється, додатково розігріває цирконій) і стає самопідтримуваною.
Для розрахунку пароцирконієвої реакції використовується інтегральна форма рівняння Бейкера—Джаста
 (стр. 37):
{\displaystyle ~W^{2}=3,33\cdot 10^{7}\cdot t\cdot \exp(-45500/RT),} [мг/см2]²,
де:
{\displaystyle ~W=M/S} — відношення маси цирконію, що вступив у реакцію, [мг] до площі поверхні реакції [см2];
{\displaystyle ~t} — час, c;
{\displaystyle T} — температура поверхні реакції, К;
{\displaystyle R=1,987} кал/(моль·К) — універсальна газова стала.
Швидкість реакції істотно залежить від температури, кількості пари, що підводиться до поверхні реакції, і часу реакції. Причому в реальних умовах кількість пари, що підводиться, значно нижча, ніж розрахункова, оскільки підведення пари до поверхні утруднене. У реакції беруть участь лише близькі до поверхні шари пари, при цьому водень, що утворюється в результаті реакції, перешкоджає підведенню пари до поверхні. На поверхні утворюється плівка ZrO2, яка також гальмує реакцію.

## Наслідки
Крім виділення водню і тепла, реакція супроводжується покрихченням оболонок твелів і зменшенням її початкової товщини за рахунок окиснення цирконію. Приблизно за 10-12 хвилин після початку самопідтримуваної пароцирконієвої реакції оболонка твела окислюється на товщину 0,10-0,15 мм <! - 0,13 мм в літературі - це 0.005 дюйма, точність оцінна -> з розігрівом до температури її плавлення.
При експериментах вже на ранній стадії спостерігалася серйозна деформація твелів, при невеликому перевищенні температури плавлення цирконію в каналах теплоносія утворюються пробки (блокади).
Навіть при порівняно невеликій швидкості перебігу реакції кількість тепла, що виділилося, порівнянне з залишковим тепловиділенням зупиненого реактора, таким чином посилення нагріву палива в результаті реакції дуже суттєве.
В результаті вступу в реакцію більшої частини цирконію може утворюватися кількість водню, обчислювана тисячами кубометрів. Це надзвичайно небезпечно як з точки зору вибухо- і пожежонебезпеки, так і з точки зору утворення в контурі реакторної установки газових пухирів, які перешкоджають циркуляції теплоносія, що може посилити аварію через припинення теплознімання з палива.

## Аварійні системи і аварії
Виникнення пароцирконієвої реакції можливе лише при перегріві активної зони, це є загальним питанням безпеки реакторів. У разі ж виникнення такої важкої аварійної ситуації, існують системи безпеки.
Основним засобом недопущення утворення в контурі реакторної установки газових пухирів є системи аварійного парогазовидалення. На ТМІ-2 така система була відсутня, тому неконденсовані гази, що зібралися в різних частинах устаткування і в самому реакторі, переважно водень, перешкодили виникненню в контурі природної циркуляції після вимушеного вимкнення головних циркуляційних насосів, внаслідок чого аварія переросла у вкрай важку. 
Іншою важливою системою безпеки, пасивною, є гермооболонка. У водо-водяних реакторів вона дуже великого розміру, десятки тисяч м³, тому досягти вибухонебезпечної концентрації при скиданні водню з реактора та іншого обладнання в ній вкрай важко. Під час аварії на ТМІ-2, наприклад, незважаючи на третину палива, що окислилося, в гермооболонці спостерігалися лише локальні загоряння водню, що не призвели до серйозних наслідків. В киплячих реакторах розмір гермооболонки істотно менший. Це пояснюється тим, що проблема основної аварії, на яку розраховуються гермооболонки - аварія з втратою теплоносія - вирішується в гермооболонках киплячих реакторів по-іншому, за допомогою об'ємного бака-барботера, куди скидається пара у разі аварії. У ранніх конструкціях контейнментів (Mark 1, Mark 2) киплячих реакторів для вирішення проблеми скупчення водню суха шахта реактора заповнюється інертним газом (наприклад, чистим азотом), у більш пізніх, починаючи з Mark 3 - оснащується системою допалювання водню
. При аварії на АЕС Фукусіма постраждали енергоблоки з контейнментом типу Mark 1. Накопичення водню у вторинній гермооболонці призвело до вибуху в ній на енергоблоках 1 і 3. На енергоблоці 2 вибух стався в районі бака-барботера. На енергоблоці 4 вибух водню стався в районі басейну витримки палива.
Відомим нововведенням, призначеним для вирішення проблеми скупчення водню при важких аваріях, є каталітичні рекомбінатори водню (пасивна система безпеки). Їх можна встановлювати і на блоках, що вже працюють (на багатьох по всьому світу вони вже встановлені), в обов'язковий набір елементів вони входять в нових проектах. Рекомбінатори - невеликі пристрої, які в великій кількості встановлюються по всьому гермооб'єму і забезпечують зниження концентрації водню при аваріях з його виділенням. Рекомбінатори не потребують джерел енергії та команд на включення - при досягненні невеликої концентрації водню (0,5-1,0 %) процес його поглинання рекомбінаторами починається самовільно
.